# 그로지스크비엘코폴스키

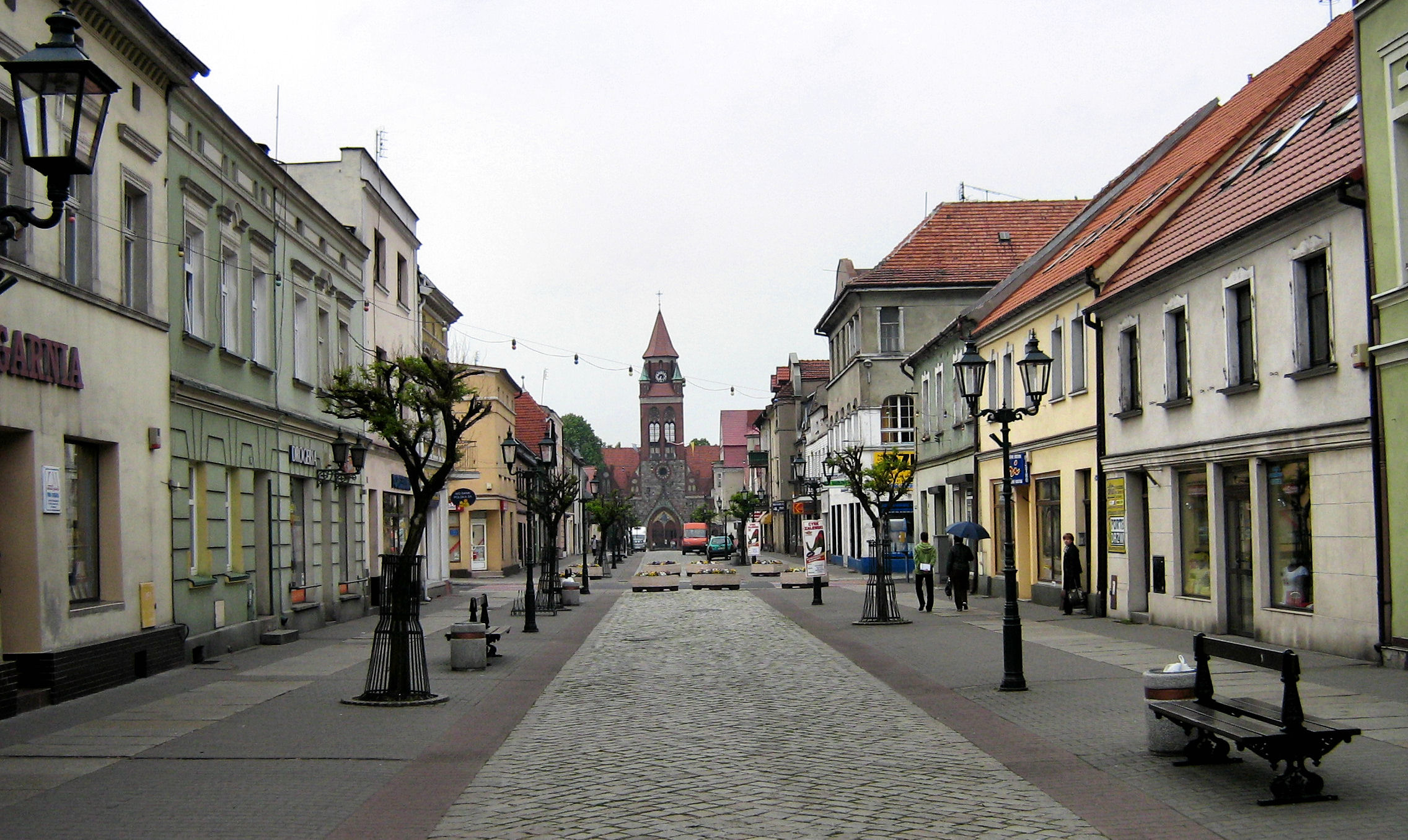
그로지스크비엘코폴스키

그로지스크비엘코폴스키(폴란드어: Grodzisk Wielkopolski)는 폴란드 서부 비엘코폴스카주에 위치한 도시로 면적은 18.09km2, 인구는 13,703명(2006년 기준), 인구 밀도는 760명/km2이다. 포즈난에서 남서쪽으로 43km 정도 떨어진 곳에 위치한다.

시기
시 문장